# 石垣空港
石垣空港（いしがきくうこう、英: Ishigaki Airport）は、沖縄県石垣市（石垣島東部）にある地方管理空港である。愛称は「南ぬ島 石垣空港」（ぱいぬしま いしがきくうこう）。2021年現在、定期便が発着する空港としては日本最南端である。
2006年10月に着工し、2013年3月7日に新石垣空港（しんいしがきくうこう、New Ishigaki Airport）として開港。2025年8月7日に現在の空港名へ改称した。

## 統計

### 利用者数
元のウィキデータクエリを参照してください.
| 行先         | 旅客数   | 国内線順位 |
| ------------ | -------- | ---------- |
| 那覇空港     | 約90万人 | 上位24位   |
| 東京国際空港 | 約54万人 | 上位44位   |

## 歴史

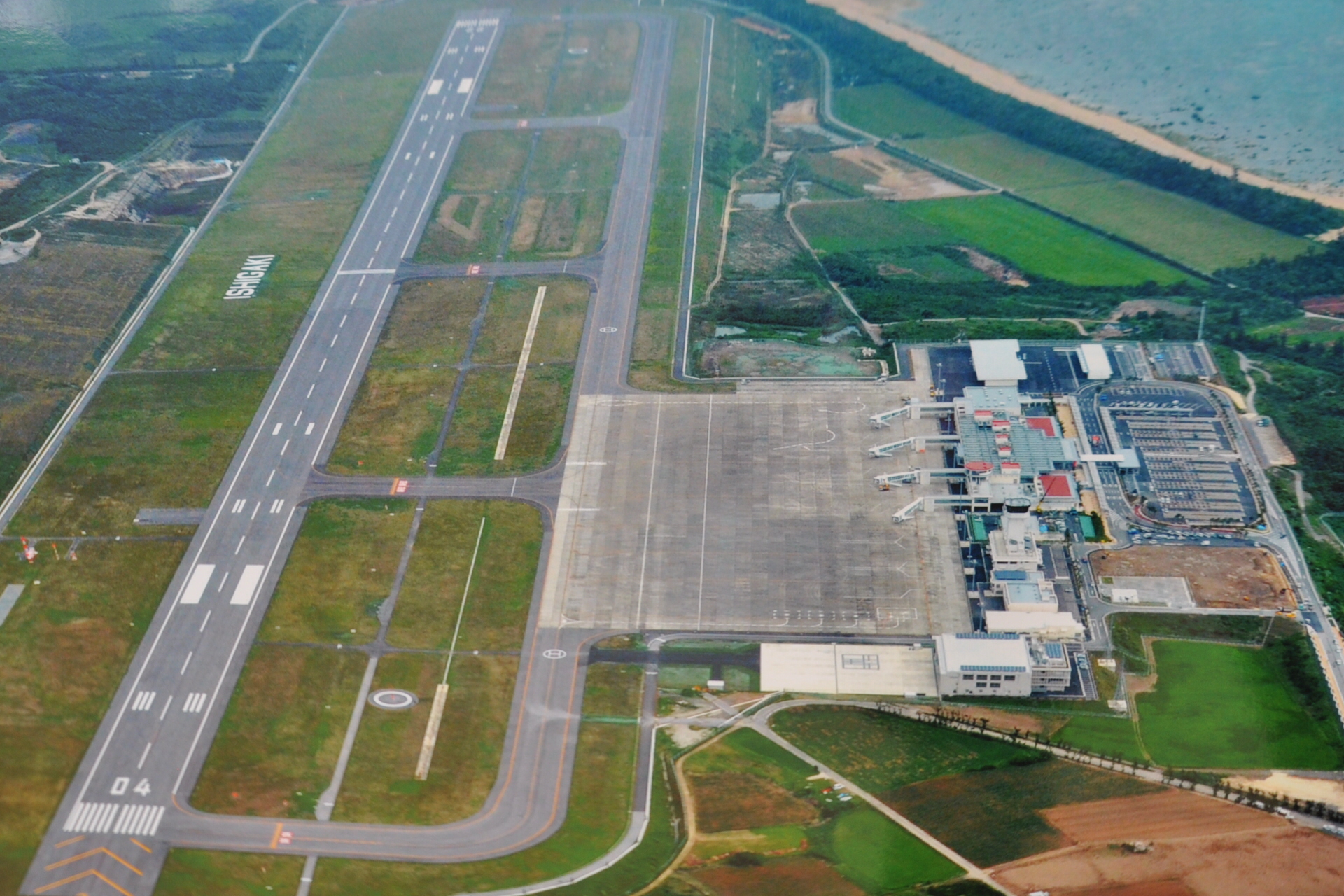
石垣空港（空撮）

### 着工までの経緯
旧石垣空港は第二次世界大戦中に造られた海軍石垣島南飛行場を基にしており、滑走路の長さが1,500メートル(m) と短く、旅客機の大型化への対応が困難であった。このため、貨物量や旅客数が制限され農林水産業や観光業の発展の障害となったことに加えて、空港周辺で市街地化が進行して騒音問題が深刻になったこと、計器着陸装置（ILS）が未設置で遅延や欠航が頻発したが、設置のための滑走路拡幅が困難であったこと、1982年に南西航空石垣空港オーバーラン事故が発生する等、危険性が顕在化したことから、中型機が離着陸できる2,000メートル級の滑走路を有する新空港の移転建設の機運が高まった。
巨額の工費を必要とし環境破壊も懸念される新空港建設の代わりに、旧空港の滑走路延長を求める声もあったが、旧空港の周辺地域からは騒音被害のために空港移転の要望が強く、また、旧空港の周囲や滑走路の先にはフルスト原遺跡や市街地があり、滑走路の延長は困難であったため、新設することになった。

#### 白保海上案と反対運動

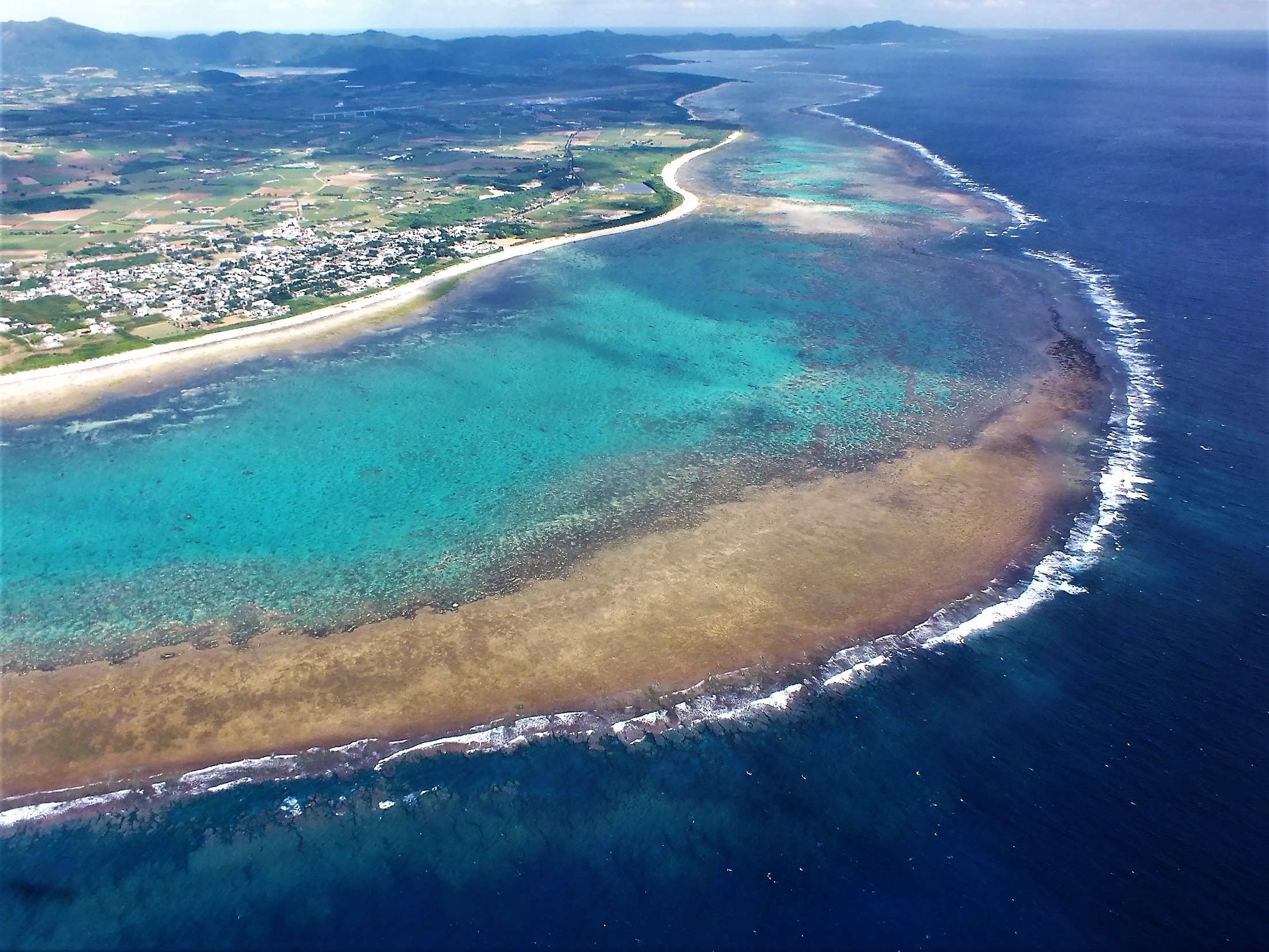
当初建設が予定されていた白保海岸

1979年3月、沖縄県は石垣島東部の海岸に面する白保集落の沖合（白保地先）に2,500 mの滑走路を備えた新空港を建設する許可を得て計画を発表した。白保集落の住民には事前の話はなく、空港建設はサンゴ礁（リーフ）内側の海（礁池）での漁業を長年続けていた住民には死活問題であった。集落は同年暮れに反対運動を始めたものの、島内では新空港建設支持の意見が多く島全体の漁協もこれを支持し、反対運動は集落以外には広がらず計画は着々と進行した。
1983年までに測量や漁協に対する漁業補償などが進み、公有水面の埋め立て免許が下りれば着工する段階になっていた。しかし集落住民や自然保護団体、研究者などの市民団体が「八重山・白保の海を守る会」を結成し、東京での国会議員や官庁に対する陳情・マスコミへの取材依頼・空港反対の署名運動などを始めた。また、新空港の経済効果を再計算した結果、採算が取れないとして、現空港の拡張という選択肢を示した。この反対運動により、沖縄のサンゴ礁が農業や公共工事による赤土流出で消失しつつあるなかで、白保サンゴ礁は数少ない良好な生態系を残したサンゴ礁であるとの認識が広まった。さらに守る会による一坪地主運動が行われる中で、環境庁が沖縄県に計画変更を要請。滑走路は2,000メートルに短縮されたが、同じ場所を埋め立てる方針は変わらず、守る会は1988年にコスタリカで開催された国際自然保護連合（IUCN）第17回総会で危機を訴える手段に出た。この総会でIUCNは日本政府に白保への空港建設計画の見直しを求める決議を採択し、日本自然保護協会は「新石垣空港建設計画の再考に関する要望書」を提出した。国際的な自然保護団体の調査や圧力が強まる中、1989年に白保埋め立て案は撤回された。

#### 計画地変更と迷走

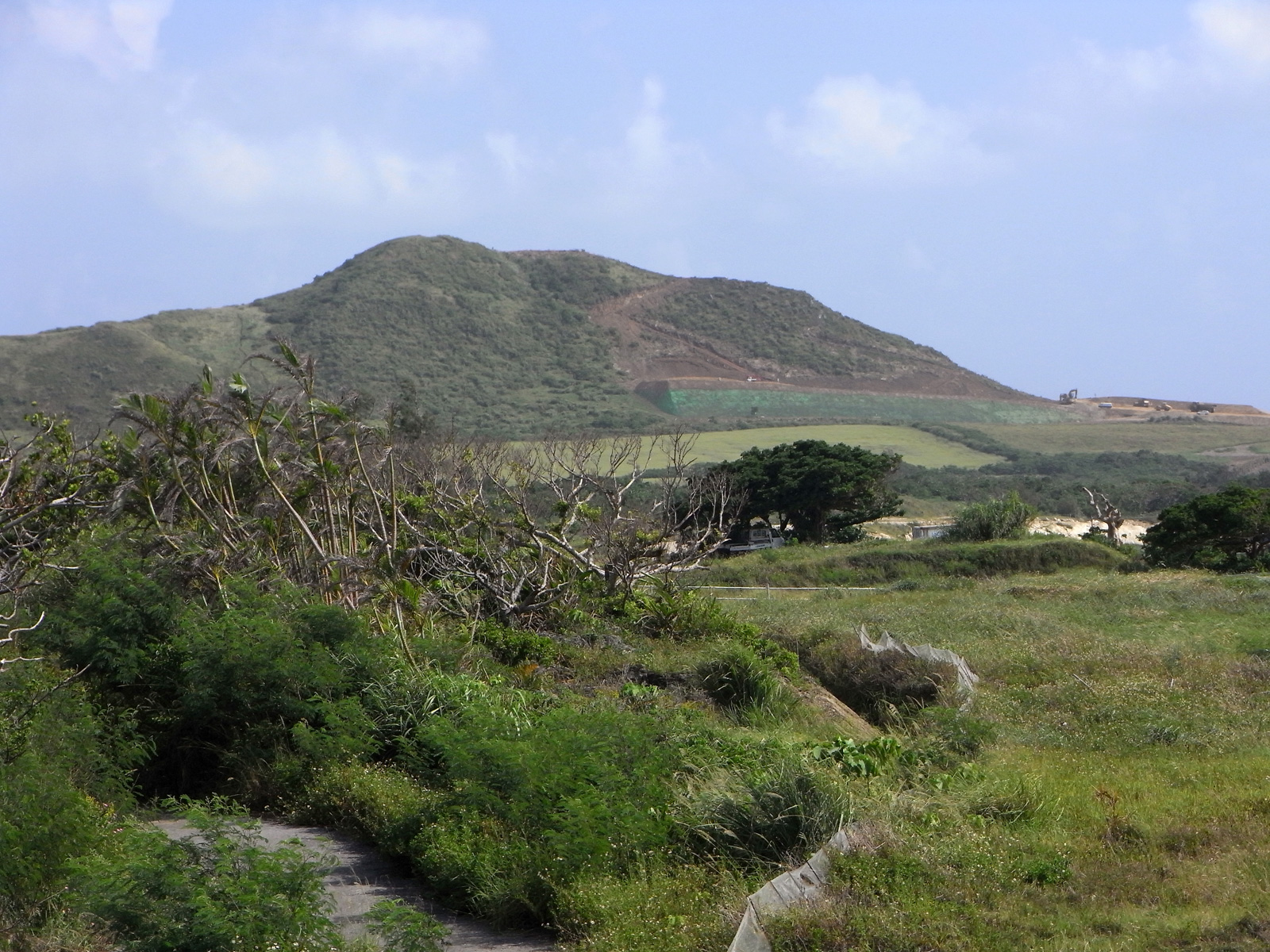
カラ岳

その後も計画は二転三転し、1989年4月には、白保海上案の代わりに、島東部の白保北部にあるカラ岳の海側に空港を作る案（カラ岳東側案）が発表されたが、これも白保と連続したサンゴ礁の海域を埋め立てる案であり、市民団体の反対はなおも続いた。1990年に大田昌秀沖縄県知事は複数の立地案を住民や専門家に示し、1992年11月26日に白保から離れた島内陸部の農業地帯である宮良牧中に建設する案が選定された。この案には賛成する住民団体もあったが、1996年に反対闘争を行った団体50名の抗議により計画が進まず頓挫した。

#### 計画地の決定と着工
1998年に稲嶺惠一が沖縄県知事となり、再度複数の立地案の中から候補地を選定することとなった。2000年3月に専門家が集まる位置選定委員会で、カラ岳東側案、宮良牧中案などの候補地の中からカラ岳陸上案が選定され、4月26日に選定委員会の提言を受けた沖縄県がカラ岳陸上案に決定した。
新空港の建設用地の半分以上を占めていたゴルフコースについては、沖縄県がゴルフ場用地78万1198平方メートルを10億9400万円で買収する用地買収案が、2006年7月14日の沖縄県議会最終本会議で全会一致で可決された。
カラ岳陸上案は白保集落の北部に空港を建設し、海上埋立てを伴わない案である。県は赤土流出を防ぐため、滑走路予定地の土砂（赤土）流出を防ぐ措置や海への泥の流出を食い止める遊水池などを建設し、建設予定地の動植物の移動なども行い、生態系への打撃を防ぐこととした。建設中・開港後の環境への影響を長期にわたってモニタリングする事後調査委員会が設置された。専門家や地元住民からはサンゴ礁と一体の生態系をなす海辺の林を伐採すること、カラ岳を頂上近くまで削り取るため赤土流出による白保サンゴ礁への打撃が心配されることを理由になおも懸念や反対の声もあり、現場の監視を自主的に行おうとする者や、建設差止訴訟を行う者もいた。

### 着工後
2004年12月に、新石垣空港整備に平成17年度の新規事業として国の予算が内示され、2005年12月には、飛行場及び航空灯火設置許可が認可された。
2006年10月20日に起工式が行われて建設工事に着工した。
2009年6月28日に、2008年6月に工事現場から大量の赤土が海へ流出していたこと、空港予定地の地下にある洞窟を流れる川の環境調査が行われていないことが報道された。沖縄県は、赤土の流出は不測の事態によるもので、その後防止対策を適切に実施しているとともに、赤土の流出は洞窟からのものではなく、必要な環境調査は実施している旨反論した。2009年9月17日には、赤土流出の懸念も指摘されているカラ岳の切削工事に着手した。
2010年2月4日に、新空港建設地内の白保竿根田原洞穴遺跡で見つかった人骨が約2万年前のものである、と報道された。沖縄県教育庁の担当者は、この遺跡が文化財保護条例で保護される可能性を指摘し、土木建築部新石垣空港課の担当者は、空港本体からやや外れているので大きな影響はないと考えられるが、影響が及ぶ場合は協議したいとした。
2011年11月27日に新石垣空港建設用地で、「世界一長い肉の串焼き」のギネス世界記録に挑戦するイベントが行われた。長さは当初、新空港開港予定日の2013年（平成25年）3月7日の語呂合せで、アメリカのテキサス州で記録された8.74 mを上回る25.37 mが予定された。しかし、大会3日前になってレバノンで97.5 mの世界最長記録が達成されていたことが判明したため、急遽挑戦する長さを変更し、107.6 mで世界最長記録を達成した。この挑戦には石垣牛が使用された
。
2011年3月末に用地買収済み面積は約204ヘクタール、用地取得率は100%となり、全体面積の取得が完了した。工事の進捗は事業費ベースで約89%となった。

### 開港

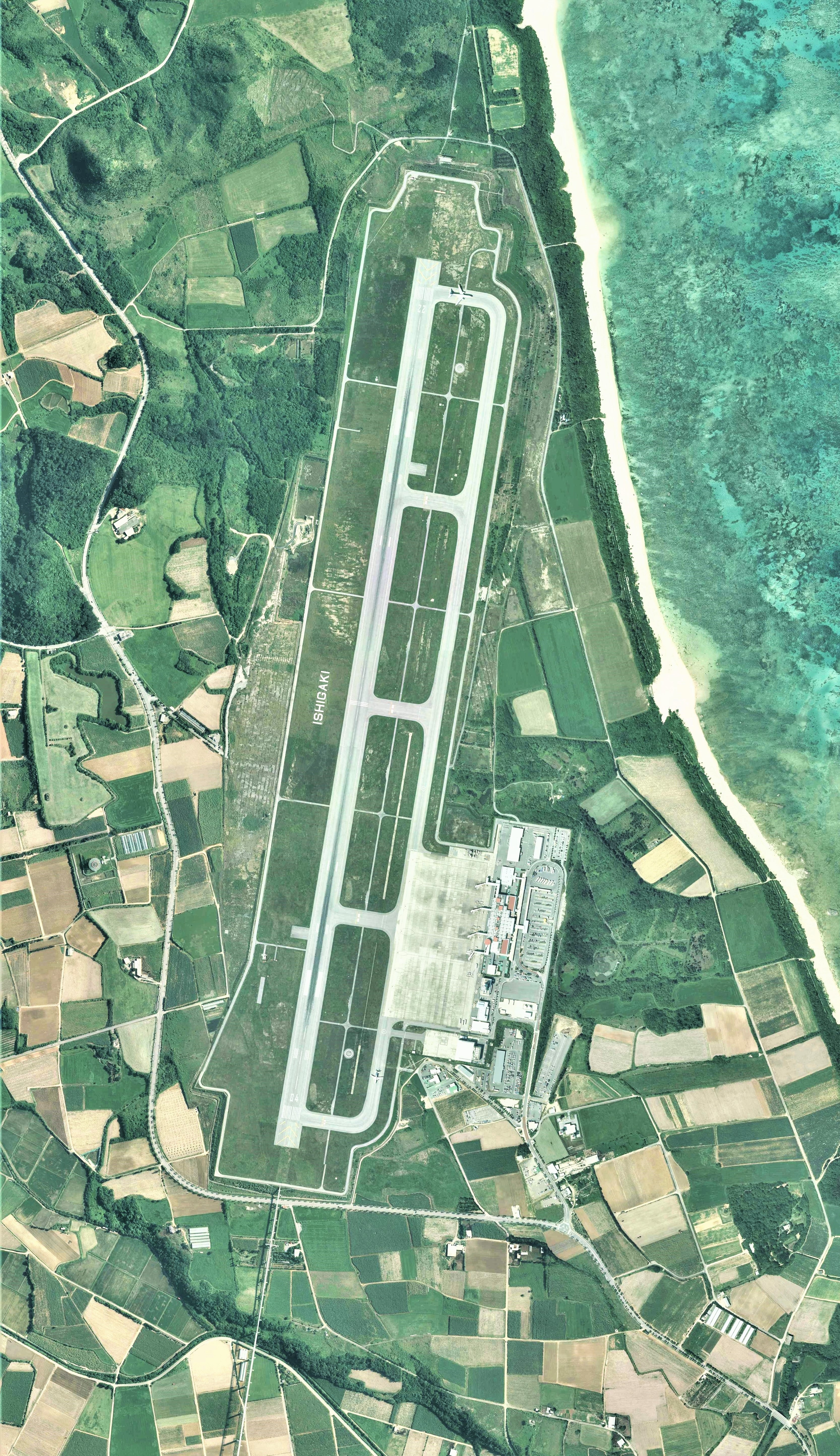
石垣空港付近の空中写真。2015年撮影の8枚を合成作成。

2012年10月19日に国土交通省航空局の検査機サーブ 2000で飛行検査が始まり、10月20日に初めて滑走路への着陸が行われた。
2013年2月7日の供用開始日の官報告示、3月2日の開港式典を経て、2013年3月7日に新石垣空港が供用を開始した。滑走路に平行誘導路が併設されたことと、旧石垣空港より500 m長い2,000 mになったことで、ボーイング777-200（運用制限付き）・767-300・787-8クラスの中型ジェット旅客機も離着陸可能となった。また、首都圏へも途中給油なしで運航が可能となり、飛行時間は1時間程度短縮された。
開港後は、格安航空会社 (LCC) の就航やメディアへ露出増などにより、東京や大阪からの観光客が増加した。2007年の79万人をピークに右肩下がりで減少していた八重山の石垣市・竹富町・与那国町の入域観光客数は、新石垣空港が開港した2013年度には過去最高の94万人、観光消費額は580億1000万円となり、大きな経済的恩恵がもたらされた。沖縄県全体でも、2013年度の入域観光客は685万300人（日本人595万3,100人、外国人62万7,200人）で、過去最高の593万4,300人であった前年度を65万5,600人上回る大幅増加で過去最高となったが、その要因として、景況感の向上や円安による海外から国内旅行へのシフトと並んで、新石垣空港の開港が挙げられた。
沖縄県では、石垣新空港建設のために、1983年4月1日に新空港建設事務所を設置。1996年4月1日の組織改正で八重山支庁新石垣空港建設課となった後、2009年4月の八重山支庁廃止により新空港建設事務所に戻っていたが、新空港の開港によって役割を終え、2013年3月31日に廃止された。
2015年3月29日にスカイマークが撤退する一方で、ソラシドエアが那覇空港線を開設し、2017年4月1日に税関空港に指定され国際航空貨物の輸出入が可能となった。
開港後の航空需要増大への対応のため、石垣市等は滑走路を2,800 mまで延長することや国内線ターミナルの拡張を要請しているが、延長には海側の埋め立てが必要で、短期間での実現は困難との見解もある。
- 2022年3月16日 一部時間帯の気象観測において完全自動化(実施時間:1200(Z)-2259(Z))を開始

### 空港名の変更
2025年6月、沖縄県は開港から相当の期間が経過し、既に旧空港との混乱も起こらないとの判断から、「石垣空港」への名称変更を表明。同年6月25日に関連する条例の改正案が沖縄県議会で可決された。
沖縄県空港の設置および管理に関する条例の改正施行により、2025年8月7日に空港名が「新石垣空港」から「石垣空港」に変更された。また、関連する国土交通省告示の改正も2025年7月10日の令和7年国土交通告示第520号・第522号により行われた。空港法施行令や関税法施行令については今後改正がされる。

## 施設
ターミナルビルの建設・管理・運営は、第三セクターの石垣空港ターミナル株式会社が行っている。

### 国内線旅客ターミナルビル
地上2階（一部4階）建て、床面積12,560 m2。主要な施設を1階に集中させ、にぎわいの空間としている。
運用機材が当初の想定より大型化し利用者が増大したため、チェックインカウンター、出発待合室、手荷物受取所等の混雑が激しくなっている。また、ラウンジも設置されていない。このため、運営会社ではターミナル拡張を検討しており、石垣市等も沖縄県への要請等を行っている。
- 1階：チェックインロビー、到着ロビー、手荷物受取所、物販・飲食店舗、イベントスペースなど
- 2階：出発ロビー、保安検査場、搭乗待合室、物販・飲食店舗、特別待合室など
- 3階：設備機械室
- 4階：展望デッキ[47][49]

### 国際線旅客ターミナルビル
地上2階建て、床面積4500 m2。旧石垣空港の国際線就航実績をもとに計画されており、搭乗待合室が狭い等、国際線の運航需要への対応が不十分であったため、2020年8月から増改築工事が行われており、2022年1月頃の利用開始が予定されている。

## ギャラリー
- 国内線旅客ターミナル
- 国際線旅客ターミナルビル
- チェックインロビー JTA・SKY・Peach側と出発ロビーへの上り口
- チェックインロビー ANA側
- 到着ロビー
- 第一航空カウンター
- 空港の管制塔
- 空港の第一航空用スポット

## 就航路線
2025年4月7日現在。航空会社が2社以上の場合は、冒頭に記載されている航空会社の機材・乗務員で運航する共同運航便（コードシェア便）である。

### 国内線
| 航空会社                              | 目的地                                                                           |
| ------------------------------------- | -------------------------------------------------------------------------------- |
| 日本航空 (JAL)                        | 東京/羽田                                                                        |
| 日本トランスオーシャン航空 (JTA)      | 大阪/関西、沖縄/那覇                                                             |
| 琉球エアーコミューター (RAC)          | 沖縄/那覇、宮古/宮古島、与那国                                                   |
| 全日本空輸 (ANA)                      | 東京/羽田、名古屋/中部、大阪/伊丹（季節運航）、大阪/関西、沖縄/那覇、宮古/宮古島 |
| ソラシドエア (SNA) ・全日本空輸 (ANA) | 沖縄/那覇                                                                        |
| Peach Aviation (APJ)                  | 東京/成田、大阪/関西、福岡                                                       |

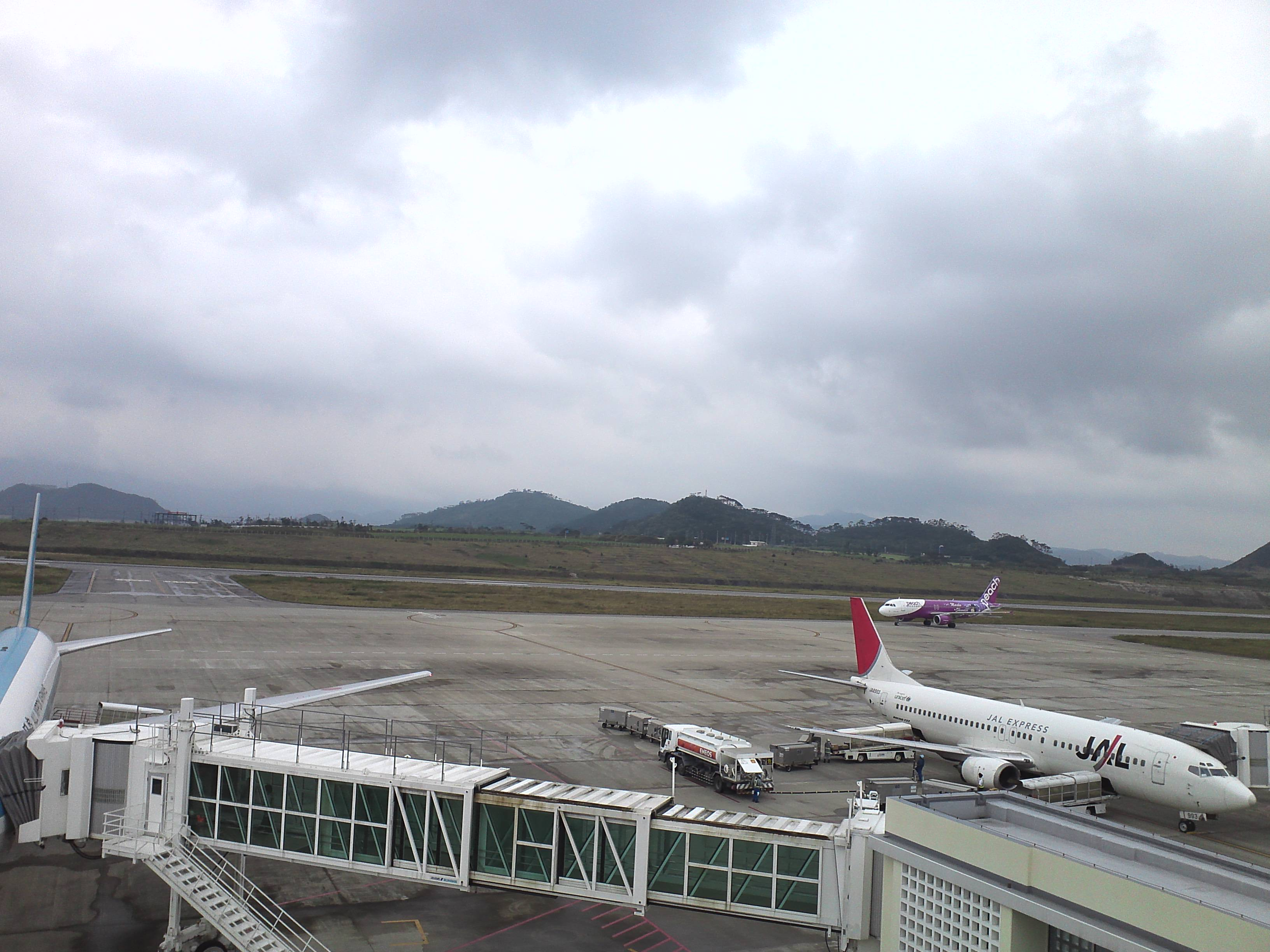
エプロンと航空機

- その他、「定期チャーター便扱い」として第一航空 (DAK) により多良間（月、土に運航）・波照間（月、水、土に運航）便がそれぞれ隔日運航されている[52]。

### 国際線
| 航空会社                  | 目的地      |
| ------------------------- | ----------- |
| ジンエアー (LJ)           | ソウル/仁川 |
| チャイナエアライン (CI)   | 台北/桃園   |
| タイガーエア台湾 (IT)     | 台北/桃園   |
| 香港エクスプレス航空 (UO) | 香港        |

### 過去に定期就航していた路線
※旧石垣空港時代に定期就航していた路線については、石垣空港 (初代)#運航路線参照。
国内線
- 全日本空輸 (ANA) 
  - 福岡空港[54]
- 日本トランスオーシャン航空　(JTA) 
  - 中部国際空港
- スカイマーク (SKY) [注 6]
  - 成田国際空港
  - 神戸空港
  - 東京国際空港（羽田空港）（那覇空港 経由便）
  - 那覇空港
- Peach Aviation (APJ) 
  - 中部国際空港[57]
  - 那覇空港
- バニラ・エア (VNL)[注 7]
  - 成田国際空港
  - 那覇空港

国際線
- 台湾 :  トランスアジア航空 (GE) 
  - 台湾桃園国際空港（台北）
- 台湾 :  マンダリン航空 (AE) 
  - 台湾桃園国際空港（台北）

## 空港へのアクセス
石垣市街から約15 km北東に位置しており、旧空港への車での所要時間が約10分であるのに対して、新空港へは約30分を要する。このため、現在海岸近くを湾曲して通っている国道390号に代わり、石垣市街と新空港をほぼ直線で結ぶ沖縄県道214号石垣空港線の建設が計画されている。この道路が開通すれば、所要時間が約13分短縮される見込みである。開通は2016年度末（2017年春頃）の見込みとされたが、数度の延期を経て2027年度末が予定されている。市街地と新空港間の交通手段としては、ライトレール（軽量軌道交通、LRT）の導入も検討されたが、2021年時点では計画は具体化していない。

### 路線バス

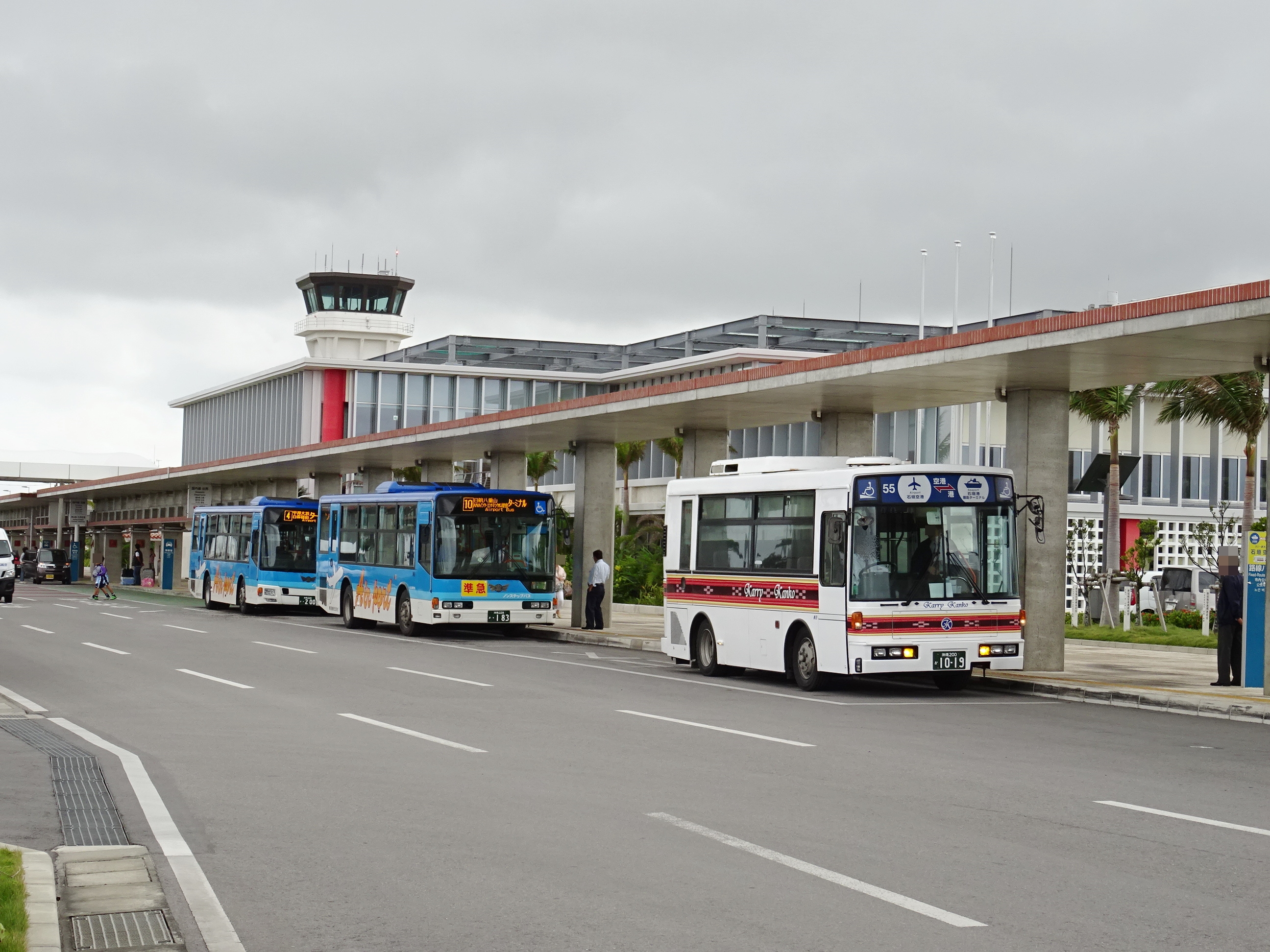
カリー観光（手前1台）と東運輸（奥2台）が並ぶ石垣空港バス停

運行本数・所要時間・料金等の詳細は、該当項目や公式サイトにて最新情報を確認されたい。なお、空港から離島ターミナル間の運賃は、バス会社によって異なっている。
- 東運輸[62]
  - 石垣バスターミナル発着便
    - 系統4 平得・大浜・白保経由空港線
    - 系統10 アートホテル・ANAインターコンチネンタル経由空港線
    - 系統2/3 東回り一周線・西回り一周線
    - 系統5/6 平野線・平野経由伊原間線

  - 川平方面発着便
    - 系統11 米原キャンプ場線
- カリー観光
  - 石垣港離島ターミナル行き（直行）

## 空港を使用する機関
国の機関
- 海上保安庁第十一管区海上保安本部石垣航空基地
  - 開港と共に旧石垣空港から移転した。海上保安庁の航空基地としては初めて、塩害対策用の機体洗浄装置が設置された[63]。

## その他

### 広報
開港のPR活動の一環として、石垣島出身のバンドBEGINときいやま商店を起用し、両グループによるコラボユニット「ビギやま商店」名義によるPRソング『おかえり美ぬ島』を製作し、PR活動を行った。
2013年3月8日、スキューバダイビングのライセンスを取得して以来毎年石垣島を訪れているナインティナインの岡村隆史を、石垣市公認「新石垣空港PR大使」に任命した。

### 周辺
空港北西の隣接地に白保竿根田原洞穴遺跡が存在する。